# Donne di mafia
Donne di mafia è una miniserie televisiva italiana sulla mafia, diretta da Giuseppe Ferrara.
Girato in due mesi nell'estate del 2000 tra Lecce, Palermo e Caracas, è andato in onda in prima visione il 4 ed il 5 aprile 2001 su Rai 2, in prima serata.
La miniserie televisiva, ispirata all'omonimo libro di Liliana Madeo, segna l'esordio in televisione di Ferrara, già autore di importanti film sulla mafia (Cento giorni a Palermo, Giovanni Falcone).
Questa volta la mafia è vista dagli occhi delle donne, ed il regista fornisce un esempio di come si possa fare con successo del grande cinema anche sul piccolo schermo, condensando e alternando momenti di pathos e di riflessione.

## Trama
È la storia di un gruppo di donne coinvolte nella mafia, tra le quali spiccano Teresa Uncini (Tosca D'Aquino) e Cosima Sorrentini (Mietta), che trovano il sentimento, il coraggio e la determinazione di opporsi alla condizione di protagoniste passive di tale barbarie, costi quel che costi, aiutate in ciò dalla coraggiosa giudice Giulia Marotta (Barbara D'Urso).